# Врање
Врање је градско насеље и седиште истоимене територијалне јединице у Србији. Административни је центар Пчињског управног округа и један од највећих градова у јужној Србији. Према попису из 2022. било је 55.214 становника. Налази се у северозападном делу Врањске котлине у подножју планине Пљачковице и Крстиловице. Кроз град протиче пет река. Град се налази на магистралном и железничком путу. На северу је од Ниша удаљен 110 , а од Београда 347 .
Не зна се када је тачно насељен, али су подручје града насељавала илирска или трачанска племена све док га у 1. или 2. веку п. н. е. не освајају Римљани. У 6. и 7. веку га насељавају Словени, а први пут се спомиње у византијским списима 1093. Неколико пута је освајан, пре него што је 1207. ушао у састав Великожупанске Србије. Врањем су владале многе српске племићке породице, све док га 1455. није покорило Османско царство. За време османске владавине Врање је имало важну улогу, јер се налазило на раскрсници важних путева, а у једном тренутку је било седиште и кадилука. Врање је ослобођено 31. јануара 1878. и постало седиште моравског среза. Град је 1904. погодио земљотрес, који је доста оштетио инфраструктуру. У Првом светском рату га је окупирала Краљевина Бугарска, да би се после завршетка рата било у саставу Краљевине Југославије, а од 1929. у оквиру Вардарске бановине. У Другом светском рату Врање је поново окупирала Краљевина Бугарска, а после ослобођења Врање постаје седиште Пчињског округа и тада почиње његов индустријски и урбанистички развој. Врање постаје текстилни, дрвни и металуршки центар у оквиру СФРЈ.
Град је познат по музици и трубачким оркестрима, као и по делима познатог српског реалистичког писца Борисава Станковића. У граду постоје многе институције и обележја са његовим именом. Врање је домаћин многим манифестацијама од којих су познатије Стари дани, Борина недеља и Борини позоришни дани. Први је град на Балкану који је Унеско прогласио градом музике. Седиште је Епархије врањске и 4. бригаде Војске Србије.

## Настанак имена
Име града Врања настало је у давној прошлости, мада је кроз историју (нарочито после ослобођења од Турака) долазило до забуна и нејасноћа око назива Врања. Постоје и тврдње да је Врање кроз историју имало и више других имена. Врањанци су у номинативу увек изговарали Врање, и под овим именом јавља се у време Стефана Дечанског. Ово име се односило само на насељено место, док се овдашња средњовековна жупа звала Врања. То је уносило забуну, нарочито у другој половини 19. века, када су се за град Врање (тадашње вароши) почели да интересују многи научници. Испало је да се Врање у то време и званично звало Врања. Осим овога у средњовековним даровним повељама и другим документима Врање је помињано као Врања, Вранија, Враниа, Врајна, Виран и Виранја. Како ће га звати, зависило је и од тога ко је и на којем језику писао. „Да би забуна била већа, јавиле су се и легенде, по којима се Врање звало Врана, Голубиње, Голубићевац” каже Миодраг Пешић у својој књизи „Врање“.
А Татомир Вукановић каже: „Прави народни облик од старине гласи Врање.“ Он такође каже: „Стефан Немања је заузео од Византинаца Врање.“ У историјским књигама се каже да је Немања заузео: „Липљан и Моравоу и глаголјеми Врани.” При том, слависта Б. Даничић означава Врани као жупу, крајину. Вукановић каже да постоје и друге претпоставке које објашњавају настанак имена града, али да оне нису баш најубедљивије, као што су: ворн — варн, што значи „јама”, односно „рупа”, или гавран, вран, и многе друге М.Ђ. Милићевић записао је да је после ослобођења од Турака 1878. године, ова варош званично прозвана Врања (номинатив), иако су људи овде и даље изговарали само Врање. Нејасно је само то, да ли је Врање добило име од Трачана, Римљана, Словена или Грка. Корен речи Врања „вр” и основа „врањ” могу се наћи и код Римљана, и код Словена, и код Грка. Писац Бора Станковић, иако је живео крајем XIX и почетком 20. века, писао је: Врање.
Ова грешка касније је исправљена, тако да је Врање остало Врање, а за то највећу заслугу има др Јован Хаџи-Васиљевић.

## Географски положај
Врање је економски, политички и културни центар Пчињског округа кога чине општине Босилеград, Бујановац, Владичин Хан, Прешево, Сурдулица, Трговиште, Врањска Бања и град Врање. Град се налази у северозападном делу Врањске котлине, на левој обали Јужне Мораве. Реку и град деле магистрални пут и железничка пруга, који на северу воде ка: Лесковцу (70 km), Нишу (110 km) и Београду (347 km), а на југу ка: Куманову (56 km), Скопљу (91 km) и Солуну (354 km).
Смештен је у подножју планине Пљачковице (1231 m), Крстиловице (1154 m) и Пржара (731 m). Од границе Бугарске је 70 km удаљен, а од Северне Македоније 40 km.
Врање је седиште Епархије врањске. У Врању се налази седиште 4. бригаде Копнене Војске Србије.

### Рељеф и геологија тла
Истичу се две географске целовитости: врањска потолина и Врањско Поморавље. Потолину сачињавају котлине: врањска, бујановачка и масуричка котлина. Врањску котлину чине два дела: котлинско ободно побрђе наведених котлина и долински део Јужне Мораве са њеним притокама овога подручја. Врањско-бујановачка котлина чине јединствен појам „у смислу низијског котлинског простора.“ Даље Грделичка клисура, стара тектонска удолина, где је Јужна Морава епигенетски усекла своју долину у ствари је најизразитија планинска област у току реке Јужне Мораве.
Котлинску грађу јужног Поморавља чине алувијални и неогени седименти у низијском подручју, а кристални шкриљци на побрђу котлинског обода и планинском делу врањске регије. У грађи планина врањског подручја преовлађују гнајсови, микшисти и филити. Повремено се јављају и интеркалације мермера. Појаву еруптивних стена прате и гнајсови и микашисти. На Бесној кобили, у пределу ушћа Бањштице у Мораву (предео Моминог камена и предео Џепске реке) јављају се андезити, дацити и риолити.
У врањском подручју постоје и песковите алувијалне наслаге и растресити неогени седименти. Неогене наслаге састоје се углавном од лапора, пешчара и конгломерата. Од Владичиног Хана према Грделици на левој страни Мораве, поред конгломерата јављају се и повремено кречњак, пешчара и лапор.
Земљишни покривач врањског подручја је разноврсних продуктивних својстава. Заступљене су две групе: агенетичке творевине и генетичке творевине. Код агенетичких творевине долазе скелет, скелетоидне земљишне творевине и алувијално-делувијални наноси. Код генетичких творевина заступљени су типови земљишта: гајњача и њени варијетети, смоница и њени варијетети, подзол и трагови планинске црнице. Генетичке творевине заузимају од 22% до 25% укупне површине врањске регије. Агенетичке творевине покривају највећи део подручја и заузимају око 75% површине врањског подручја. Гајњаче, смонице и подзол заузимају средњи висински део врањског подручја и на нагибним теренима су у стању еродираних типова. Планинске црнице заступљене су на високим теренима као и на површинама са проређеним шумама.
Овде се налази Железничка станица Врање.

### Клима
Поднебље Врањске Мораве има локалну климу, која се карактерише особеностима насталим формирањем између модификоване медитеранске и умерено континенталне климе, што је произашло под утицајем орографије и пластике рељефа. Врањска Морава има годишња доба неуједначеног трајања. По дну котлине и у регији побрђа по ивици котлине, пролеће се јавља рано и кратко траје. Због тога су позни мразеви честа појава. Лето је топло, суво и дуго. Јесен је исто тако дуга, топла и сунчана, али сува. Зима је у Врањској котлини краткотрајна и врло блага с незнатним снежним покривачем. С друге стране ободно побрђе и планински регион, обилују снежним покривачем.
Град се налази на 480 m надморске висине и има средњу јануарску температуру 3 °C, а средњу јулску температуру од 22,0 °C апсолутним максимумом од 38,3 °C, па због тога Врање са приградским насељима има умерено континенталну климу.
| Клима Врања                                                            | Клима Врања | Клима Врања  | Клима Врања  | Клима Врања  | Клима Врања  | Клима Врања  | Клима Врања  | Клима Врања  | Клима Врања  | Клима Врања  | Клима Врања  | Клима Врања  | Клима Врања    |
| Показатељ \ Месец                                                      | .Јан.       | .Феб.        | .Мар.        | .Апр.        | .Мај.        | .Јун.        | .Јул.        | .Авг.        | .Сеп.        | .Окт.        | .Нов.        | .Дец.        | .Год.          |
| ---------------------------------------------------------------------- | ----------- | ------------ | ------------ | ------------ | ------------ | ------------ | ------------ | ------------ | ------------ | ------------ | ------------ | ------------ | -------------- |
| Апсолутни максимум, °C (°F)                                            | 16,1 (61)   | 21,7 (71,1)  | 26,0 (78,8)  | 31,5 (88,7)  | 32,4 (90,3)  | 37,0 (98,6)  | 39,7 (103,5) | 38,0 (100,4) | 35,6 (96,1)  | 30,6 (87,1)  | 25,0 (77)    | 16,0 (60,8)  | 39,7 (103,5)   |
| Средњи максимум, °C (°F)                                               | 3,0 (37,4)  | 6,2 (43,2)   | 11,3 (52,3)  | 16,7 (62,1)  | 21,6 (70,9)  | 24,8 (76,6)  | 27,3 (81,1)  | 27,6 (81,7)  | 24,0 (75,2)  | 18,0 (64,4)  | 10,6 (51,1)  | 4,6 (40,3)   | 16,3 (61,3)    |
| Средњи минимум, °C (°F)                                                | −3,9 (25)   | −1,8 (28,8)  | 1,3 (34,3)   | 5,4 (41,7)   | 9,6 (49,3)   | 12,6 (54,7)  | 13,9 (57)    | 13,8 (56,8)  | 10,5 (50,9)  | 6,0 (42,8)   | 1,8 (35,2)   | −2,2 (28)    | 5,6 (42,1)     |
| Апсолутни минимум, °C (°F)                                             | −25,0 (−13) | −22,0 (−7,6) | −13,0 (8,6)  | −4,3 (24,3)  | 0,0 (32)     | 2,3 (36,1)   | 5,0 (41)     | 4,5 (40,1)   | −2,4 (27,7)  | −7,0 (19,4)  | −12,6 (9,3)  | −17,7 (0,1)  | −25,0 (−13)    |
| Количина падавина, mm (in)                                             | 41,4 (16,3) | 43,4 (17,09) | 46,0 (18,11) | 51,7 (20,35) | 65,0 (25,59) | 70,9 (27,91) | 50,4 (19,84) | 38,7 (15,24) | 45,4 (17,87) | 46,2 (18,19) | 62,9 (24,76) | 52,0 (20,47) | 614,0 (241,73) |
| Извор: Републички хидрометеоролошки завод Србије за период (1961—1990) |             |              |              |              |              |              |              |              |              |              |              |              |                |

## Историја
Нема поузданих података када и где је формирано насеље и на чијим темељима је изникао град Врање. Претпоставља се да се то догодило у време Траколира (Римљана), Византије, Грка или Словена који су ове просторе насељавали у VI и 7. веку. Међутим, једно је сасвим јасно: ово је изузетно важно геостратешко подручје на коме су се од памтивека укрштавали каравански путеви. Тако да је најлакши пут ка једноме и ка другоме, освајаче водио пут преко врањског Поморавља.
Први писани траг о Врању оставила нам је Ана Комнина, византијска принцеза, још у 11. веку, пишући о владавини свога оца цара Алексија Комнина. Она у књизи „Алексијада“ каже да је српски велики жупан Вукан током 1093. године у свом освајачком походу стигао до Врања и освојио га, али накратко пошто се пред моћнијом Византијом морао повући.
Она то описује овако:
На то се Вукан осмели и, како није преостало никога да му се супротстави, поче да пљачка суседне градове и земље. И околину Скопља потпуно опустоши, а делом и попали. Али не само то, него, заузевши Полов и стигавши до Врања, уништи и опустоши све и одвуче отуда много плена па се врати у своју земљу.— Ана Комнина
Други пут 1183. године, Врање је од Византије привремено преотео српски велики жупан Стефан Немања и припојио га средњовековној српској држави. Ипак, у саставу српске државе Врање је дефинитивно ушло 1207. године када га је освојио Стефан Првовенчани.
Интересантно је напоменути да је приликом распада српске средњовековне државе, Врање постало самостална област под управом кесара Угљеше, „Господара Врања, Прешева и Куманова“. Ова самостална област нестала је после Косовске битке, када је Врање ушло у састав државе деспота Стефана Лазаревића.
Распадом српске средњовековне државе, Турци су Врање освојили 14. јуна 1455. године, и држали га у својим рукама све до 31. јануара 1878. године, на светог Антанаса, када је варош ослободила српска војска под командом генерала Јована Белимарковића. Врање је под турском влашћу било 422. година. Врање је под турском влашћу имао важан положај, што је привукло многе богате Турке да се населе у град и изграде џамије, конаке и хамам. Врањски трговци су у овом периоду су знали арапски и турски језик и путовали преко границе да тргују. Град је у Кнежевини Србији дочекало слободу са нешто више од 8.000 становника.
У почетку 20. века, Врање је имало око 12.000 становника. Као погранични град Кнежевине/Краљевине Србије, служио је као полазно место за четнике (комите) у Стару Србију. У то време у граду се налазио и конзулат Османског царства.
У Балканским и два светска рата, Врање и овај крај су поново били на мети освајача. У Првом балканском рату 1912. године операцијама против Турака, одавде су лично командовали краљ Петар I Карађорђевић, председник владе Никола Пашић са више министара и генералштаб са начелником штаба Врховне команде војводом Радомиром Путником.
Но, ови простори су, посебно у новој историји, били честа мета бугарских освајача који су овде починили нечувене злочине. У Првом светском рату Бугари су окупирали Врање 16/17. октобра 1915. године. Слобода је плаћена са 514 живота на фронту и 335 недужно стрељаних.
У Другом светском рату Немци су у овај град ушли 9. априла 1941. године, да би га 22. априла предали у руке бугарским фашистима. Они су у Врању, за четири године, направили права зверства - стрељали су око 700, а интернирали 4.000 родољуба. У борбама је учествовало око 12.000 бораца, од којих 956 није дочекало слободу 7. септембра 1944. године.

## Демографија
У насељу Врање живи 42.153 пунолетна становника, а просечна старост становништва износи 35,8 година (35,0 код мушкараца и 36,6 код жена). У насељу има 17.196 домаћинстава, а просечан број чланова по домаћинству је 3,20.
Већина становника говори посебним дијалектом српског језика, који је био изложен значајном утицају бугарског и македонског језика, а истовремено садржи своје јединствене особине. Већина осталих говорника српског језика разуме врањски дијалект са великом потешкоћом или га уопште не разуме.
Ово насеље је у значајној већини насељено Србима (према попису из 2002. године), а у последња три пописа, примећен је пораст у броју становника.
|             | \| Демографија[10] \| Демографија[10] \| Демографија[10] \| \| Година \| Становника \| Становника \| \| --------------- \| --------------- \| --------------- \| \| 1948. \| 11.252 \| \| \| 1953. \| 13.465 \| \| \| 1961. \| 17.999 \| \| \| 1971. \| 28.613 \| \| \| 1981. \| 44.094 \| \| \| 1991. \| 51.818 \| 51.215 \| \| 2002. \| 55.052 \| 56.458 \| \| 2011. \| 55.138 \| \| \| 2022. \| 55.214 \| \| |            |
| Демографија | |            |
| Година      | Становника | Становника |
| 1948.       | 11.252 |            |
| 1953.       | 13.465 |            |
| 1961.       | 17.999 |            |
| 1971.       | 28.613 |            |
| 1981.       | 44.094 |            |
| 1991.       | 51.818 | 51.215     |
| 2002.       | 55.052 | 56.458     |
| 2011.       | 55.138 |            |
| 2022.       | 55.214 |            |

| Етнички састав према попису из 2011.‍ | Етнички састав према попису из 2011.‍ | Етнички састав према попису из 2011.‍ | Етнички састав према попису из 2011.‍ | Етнички састав према попису из 2011.‍ |
| ------------------------------------ | ------------------------------------ | ------------------------------------ | ------------------------------------ | ------------------------------------ |
|                                      |                                      |                                      |                                      |                                      |
| Срби                                 | Срби                                 |                                      | 50.562                               | 91,70%                               |
| Роми                                 | Роми                                 |                                      | 2.750                                | 4,99%                                |
| Бугари                               | Бугари                               |                                      | 458                                  | 0,83%                                |
| Македонци                            | Македонци                            |                                      | 214                                  | 0,39%                                |
| Црногорци                            | Црногорци                            |                                      | 45                                   | 0,08%                                |
| Горанци                              | Горанци                              |                                      | 43                                   | 0,08%                                |
| Хрвати                               | Хрвати                               |                                      | 27                                   | 0,05%                                |
| Југословени                          | Југословени                          |                                      | 15                                   | 0,03%                                |
| Муслимани                            | Муслимани                            |                                      | 15                                   | 0,03%                                |
| Албанци                              | Албанци                              |                                      | 11                                   | 0,02%                                |
| Словаци                              | Словаци                              |                                      | 7                                    | 0,01%                                |
| Словенци                             | Словенци                             |                                      | 6                                    | 0,01%                                |
| Мађари                               | Мађари                               |                                      | 5                                    | 0,01%                                |
| Бошњаци                              | Бошњаци                              |                                      | 4                                    | 0,01%                                |
| Буњевци                              | Буњевци                              |                                      | 1                                    | 0,00%                                |
| Немци                                | Немци                                |                                      | 1                                    | 0,00%                                |
| Русини                               | Русини                               |                                      | 1                                    | 0,00%                                |
| Румуни                               | Румуни                               |                                      | 1                                    | 0,00%                                |
| Украјинци                            | Украјинци                            |                                      | 1                                    | 0,00%                                |
| остали                               | остали                               |                                      | 37                                   | 0,07%                                |
| Регионална припадност                | Регионална припадност                |                                      | 7                                    | 0,01%                                |
| неизјашњени                          | неизјашњени                          |                                      | 610                                  | 1,10%                                |
| непознато                            | непознато                            |                                      | 356                                  | 0,64%                                |
| укупно: 55.138                       |                                      |                                      |                                      |                                      |

| \| \| м \| \| \| ж \| \| ? \| 126 \| \| \| 148 \| \| 80+ \| 174 \| \| \| 339 \| \| 75—79 \| 354 \| \| \| 559 \| \| 70—74 \| 594 \| \| \| 831 \| \| 65—69 \| 1.086 \| \| \| 1.229 \| \| 60—64 \| 1.245 \| \| \| 1.341 \| \| 55—59 \| 1.401 \| \| \| 1.455 \| \| 50—54 \| 2.108 \| \| \| 2.062 \| \| 45—49 \| 2.307 \| \| \| 2.262 \| \| 40—44 \| 1.991 \| \| \| 2.112 \| \| 35—39 \| 1.980 \| \| \| 2.030 \| \| 30—34 \| 2.042 \| \| \| 2.078 \| \| 25—29 \| 2.111 \| \| \| 2.143 \| \| 20—24 \| 2.118 \| \| \| 2.179 \| \| 15—19 \| 2.134 \| \| \| 2.040 \| \| 10—14 \| 1.982 \| \| \| 1.853 \| \| 5—9 \| 1.808 \| \| \| 1.684 \| \| 0—4 \| 1.642 \| \| \| 1.504 \| \| Просек : \| 35,0 \| \| \| 36,6 \| |       |  |  |       |
| |       |  |  |       |
| | м     |  |  | ж     |
| ? | 126   |  |  | 148   |
| 80+ | 174   |  |  | 339   |
| 75—79 | 354   |  |  | 559   |
| 70—74 | 594   |  |  | 831   |
| 65—69 | 1.086 |  |  | 1.229 |
| 60—64 | 1.245 |  |  | 1.341 |
| 55—59 | 1.401 |  |  | 1.455 |
| 50—54 | 2.108 |  |  | 2.062 |
| 45—49 | 2.307 |  |  | 2.262 |
| 40—44 | 1.991 |  |  | 2.112 |
| 35—39 | 1.980 |  |  | 2.030 |
| 30—34 | 2.042 |  |  | 2.078 |
| 25—29 | 2.111 |  |  | 2.143 |
| 20—24 | 2.118 |  |  | 2.179 |
| 15—19 | 2.134 |  |  | 2.040 |
| 10—14 | 1.982 |  |  | 1.853 |
| 5—9 | 1.808 |  |  | 1.684 |
| 0—4 | 1.642 |  |  | 1.504 |
| Просек : | 35,0  |  |  | 36,6  |

| Година пописа     | 1948. | 1953. | 1961. | 1971. | 1981.  | 1991.  | 2002.  |
| ----------------- | ----- | ----- | ----- | ----- | ------ | ------ | ------ |
| Број домаћинстава | 2.934 | 3.510 | 5.098 | 8.269 | 12.256 | 14.516 | 17.196 |

| Број чланова      | 1     | 2     | 3     | 4     | 5     | 6   | 7   | 8  | 9  | 10 и више | Просек |
| ----------------- | ----- | ----- | ----- | ----- | ----- | --- | --- | -- | -- | --------- | ------ |
| Број домаћинстава | 2.135 | 3.707 | 3.562 | 5.385 | 1.589 | 575 | 173 | 45 | 16 | 9         | 3,20   |

| Пол    | Укупно | Неожењен/Неудата | Ожењен/Удата | Удовац/Удовица | Разведен/Разведена | Непознато |
| ------ | ------ | ---------------- | ------------ | -------------- | ------------------ | --------- |
| Мушки  | 21.771 | 6.124            | 14.497       | 738            | 371                | 41        |
| Женски | 22.808 | 4.880            | 14.636       | 2.431          | 814                | 47        |
| УКУПНО | 44.579 | 11.004           | 29.133       | 3.169          | 1.185              | 88        |

| Пол    | Укупно                    | Пољопривреда, лов и шумарство | Рибарство                            | Вађење руде и камена | Прерађивачка индустрија       |
| ------ | ------------------------- | ----------------------------- | ------------------------------------ | -------------------- | ----------------------------- |
| Мушки  | 11.280                    | 248                           | 1                                    | 88                   | 4.522                         |
| Женски | 9.575                     | 141                           | 0                                    | 15                   | 4.554                         |
| Укупно | 20.855                    | 389                           | 1                                    | 103                  | 9.076                         |
|        |                           |                               |                                      |                      |                               |
| Пол    | Производња и снабдевање   | Грађевинарство                | Трговина                             | Хотели и ресторани   | Саобраћај, складиштење и везе |
| Мушки  | 160                       | 618                           | 1.239                                | 299                  | 791                           |
| Женски | 29                        | 93                            | 970                                  | 212                  | 154                           |
| Укупно | 189                       | 711                           | 2.209                                | 511                  | 945                           |
|        |                           |                               |                                      |                      |                               |
| Пол    | Финансијско посредовање   | Некретнине                    | Државна управа и одбрана             | Образовање           | Здравствени и социјални рад   |
| Мушки  | 135                       | 204                           | 969                                  | 510                  | 436                           |
| Женски | 180                       | 191                           | 379                                  | 738                  | 1.299                         |
| Укупно | 315                       | 395                           | 1.348                                | 1.248                | 1.735                         |
|        |                           |                               |                                      |                      |                               |
| Пол    | Остале услужне активности | Приватна домаћинства          | Екстериторијалне организације и тела | Непознато            | Непознато                     |
| Мушки  | 289                       | 0                             | 2                                    | 769                  | 769                           |
| Женски | 155                       | 0                             | 1                                    | 464                  | 464                           |
| Укупно | 444                       | 0                             | 3                                    | 1.233                | 1.233                         |

## Градска насеља
Врање чине 17 насеља и то су:
1. Шапранце
2. Доње Врање
3. Оџинка
4. Рашка
5. Ледене Стене
6. Чешаљ

1. Текија
2. Собина
3. Горња Чаршија
4. Тулбе
5. Доњи Асамбаир
6. Горњи Асамбаир
7. Огледна станица
8. Палестина
9. Панађуриште
10. Рудина
11. Ћошка
12. Два бреста
13. Дедиње

## Привреда
Врање се налази на југу Србије, на Коридору 10 у близини границе са Северном Македонијом и Бугарском. Удаљеност од међународне луке Солун износи 285 km, од међународног аеродрома у Скопљу 90 km и Нишу 120 km (директан приступ преко ауто-пута Е75). Захваљујући одличним транспортним конекцијама, из Врања се лако може приступити тржиштима југоисточне Европе (ЦЕФТА) и Европске уније, уз све царинске олакшице које Србија има у трговини са овим земљама. Врање има дугу традицију у индустријској производњи, трговини и туризму, и богато је природним ресурсима, као што су шуме и геотермални извори.
До половине 20. века Врање је било занатлијска варош. Били су заступљени следећи занати: мутавџијски, воденичарски, асуфијски занат и фијакерски занат. Са почетком индустријализације 60-их година многи од ових заната су нестали. Тих година отворене су неколико фабрика:Дуванска индустрија Врање (ДИВ), СИМПО, Фабрика обуће Коштана, Памучни комбинат Јумко, индустрија техничке робе Алфа Плам, СЗП Заваривач Врање. Са отварањем нових фабрика растао је и број запослених. Године 1961. године било је 1 525 запослених, 1971. године 4 374 запослених, а 1998. године укупно има 32 758 од којих су 28 347 били у привреди, а 4 411. ван ње.
После 5. октобра 2000. број запослених је почео да пада, због затварања многих фабричких гиганта попут Јумка или Коштане. Запослених је 2010. године било 18 958, а незапослених 7 559, док у целом Граду Врању има 59 278 радно способних људи. У Врању су најзаступљеније следеће делатности дрвна индустрија, индустрија одеће, обуће и намештаја, хране и пића. Затим пољопривреда, текстилна индустрија, хемијска индустрија, грађевинска индустрија, индустрија машина и опреме и пословне услуге. У Врању послује преко 2.500 предузећа. Потенцијалним инвеститорима стоји на располагању неколико индустријских зона, које су регулисане планским документима и опремљене инфраструктуром. Међу инвеститорима који су већ ту и уживају у повољном пословном окружењу овог града су Бритиш Американ тобако, Симпо, Санч, Младеновић Д. О. О, Кенда Фарбен, Дени Стајл, ОМВ и Хеленик Петролеум.
Град је 2010. године донео „Стратегију одрживог развоја града Врања од 2010. до 2019. године,“ која се заснива на остваривање циљева искључиво кроз транспарентно и одговорно пословање и партнерски однос са привредом и грађанима.

## Култура и културне институције
У оквиру градске управе Секретаријат за образовање, културу, спорт, омладину и информисање задужен је за област културе. Врање има и Стратегију о социјалном и економском развоју града, као и Стратегију о младима у којима је пажња посвећена и културној области. Приоритети за развој културе су: Неговање традиције и заштита културне баштине, опремање установа културе и културни туризам
Од укупног градског буџета у 2009. години за културу је издвојено 7,41%, у 2008. години издвојено је 6,91%, а 2007. године 5,41%. Локални медији броје три радио-станице: ОК радио, Радио Фокус плус, Радио Искон, две телевизије: Независна телевизија „ТВ 017“, РТВ Врање и два листа: Врањске новине, Слободна реч и новинска агенција Врање прес.
Из буџета града Врања финансира се шест установа културе у домену плата запослених, сталних трошкова, програма у оквиру основних делатности, текућих поправки и одржавања опреме. То су Народни музеј основан 1960. године, професионално Позориште „Бора Станковић“, Библиотека „Бора Станковић“, Архив "31. јануар“, Народни универзитет и Омладински савез. „Школа анимираног филма“ (ШАФ) основана је у марту 1987. године на темељима Клуба љубитеља филмске уметности. ШАФ иза себе има више од 160 наслова и иницијатор је оснивања првог српског музеја анимације у Врању.

### Манифестације
Сваке године у Врању се одржава велики број манифестација. Календарски, прва од њих је "Светосавска недеља", која се од 1991. године одржава сваке године у периоду од 21-27. јануара. "Светосавска недеља" је културно-просветно-духовна манифестација. Град Врање је први град у Србији који се на овај начин, после више деценија, вратио обележавању и прослави Дана Светог Саве. Цела недеља обилује разноврсним садржајима, а завршава се Светосавским балом, током кога се уручују награде најбољим установама и појединцима у области образовно-васпитног рада за претходну годину. Једна од важнијих манифестација је традиционална књижевна манифестација „Борина недеља“, која се одржава сваке године, почев од 1967. г., увек од 23. до 29. марта, последње две деценије у организацији Књижевне заједнице „Борисав Станковић“, која је установила и додељује награду за најбољу књигу прозе објављену у претходној години, потом „Борини позоришни дани“, који представљају једну од најважнијих културних манифестација у Врању. Одржавају се од 1979. године последње недеље октобра, на којима се приказују најбоље представе претходне сезоне. Постоје и „Стари Дани“, раније под називом „Дани Врања“, културно-забавна манифестација која се одржава сваке године крајем лета у периоду од августа до септембра у организацији града Врања, такође и Етно сајам основан 2000. године који успоставља научно-стручне столове, из области очувања животне средине, етно марке, уметничке изложбе, концерте, излете, промотивне продаје занатских производа, као и дегустацију здраве еколошке хране. Од 1967. године, сваке године, последње недеље марта, одржава се
Посебно треба споменути „Међународну радионицу анимираног филма“ која се одржава од 1997. године у организацији ШАФ-а - Школе анимираног филма, најстарије такве институције у Србији. Од ликовних се издвајају „Новогодишњи ликовни салон“ одржава се традиционално у галерији Народног музеја у Врању од 1997. у току новогодишњих празника, као и „Ликовна колонија Врање“ у организацији Народног универзитета у Врању. Од музичких манифестација најважнија је „Мај месец музике“ у организацији музичке школе „Стеван Мокрањац“ из Врању, као и „Меморијал Бакије Бакића.“
Oд 2019. године у Врању се одржава манифестација Врањска градска песма. Повод је био 50 година од смрти Стане Аврамовић Караминге, чувена врањанске певачице, која је прославила ову песму. Врањска градска песма је традиционална градска песма која је настала и која се пева у Врању од друге половине 19. века до данас. Од 2012. године Врањска градска песма се налази на листи нематеријалног културног наслеђа Србије.

### Културно-историјски споменици
Врање има бројне споменике које се сврставају по периоду настанка у три целине. Најзначајнији споменици средњег века су старо византијско утврђење Марково Кале које је постојало још у време цара Јустинијана и Крстата џамија, која је за време владавине Османлија претворена у џамију, а после ослобођења од Турака опет у цркву. Зграде које су Турци саградили јесу Амам, старо турско купатило саграђено око 1690. године, зграде Пашиног конака (налази се у салемлуку Народног музеја) саграђене 1765. године и симбол Врања - Бели мост саграђен 1844. године. После ослобођења од Турака изграђене су многе зграде и споменици. Најпознатије зграде пре Другог светског рата су: Зграда Начелства округа Врањског (грађена 1905—1907) и Дом Војске саграђен 1932. године. Важна просторно културна целина је баба Златина улица. Налази се у некадашњем српском делу врањске чаршије. Име је добила по баки Боре Станковића. У улици се налази музеј кућа Боре Станковића, која је део Народног музеја у Врању. Већина споменика појединаца се налази у градском парку међу којима су споменик Борисаву Станковићу, Ђорђу Тасићу, Јустину Поповићу и други.

### Образовне институције
Последњих година много се више пажње обраћа на образовање у Врању. На територији града Врање 2008. године регистровано је 10.382 ученика који су похађали основну школу и 4.948 који су похађали средњу школу. Поред редовних школа постоји и две школе са двојним образовањем, а то су музичка школа „Стеван Мокрањац“ и Школа за основно и средње образовање „Вуле Антић“.
Поред основних и средњих школа постоји једна виша школа и три факултета. Техничка-технолошка (основана 1974. године као виша школа за образовање металске струке) 2008. године имала је 354 студента, а има три смера: шумарски (обрада дрвета), машински (производно машинство) и технолошки (обућарски) смерови. После дипломирања студенти добијају звања инжењера шумарства, технологије и машинства.

#### Основне школе
1. Доситеј Обрадовић
2. Вук Караџић
3. Јован Јовановић Змај
4. Радоје Домановић
5. Светозар Марковић
6. Бранко Радичевић
7. Школа за основно и средње образовање „Вуле Антић“
8. Бора Станковић Тибужде
9. Бранислав Нушић Ратаје
10. 1. мај Вртогош
11. Предраг Девеџић Врањска Бања
12. Краљ Петар Први Ослободилац Корбевац
13. 20. октобар Власе
14. Музичка школа „Стеван Мокрањац“
15. Школа за основно образовање одраслих

#### Средње школе
1. Гимназија „Бора Станковић“
2. Медицинска школа „Др Изабел Емсли Хатон“
3. Техничка школа
4. Хемијско-технолошка школа
5. Пољопривредно-ветеринарска школа „Стеван Синђелић“
6. Економско-трговинска школа
7. Средња музичка школа „Стеван Мокрањац“
8. ШОСО „Вуле Антић“

### Празници, слава и ходочашћа
- 31. јануар - Дан ослобођења Врања 1878. године
- 7. септембар - Дан ослобођења Врања 1944. године, дан када су јединице НОВ-а ушле у град, који је већ био напуштен од стране Бугара
- Духови - Слава града
- Велики петак - Ходочашће у цркву Свете Петке (Крстата џамија)
- Велика Госпојина - Ходочашће у цркву Успења Пресвете Богородице у Собини

### Симбол Врања
Симбол Врања је жуто цвеће, а жута боја је традиционална боја Врања. Тако на пример многи спортски клубови у Врању имају жуте дресове (КК Југ, ФК Динамо Врање). Назив је настао крајем Првог светског рата, током проласка француске војске кроз Врање.
Један од француских војника је баки која је уређивала башту наздравио са:
- Бонжур
- Добар дан.

Бака која је разумела да је војник рекао божур је одговорила:
- Није то сине, божур, то је жуто цвеће!

### Музика врањског краја
Врањски мелос надалеко је познат. Њега је у Београд путем својих драма, а нарочито своје „Коштане“ и путем романа „Нечиста крв“, однео познати Врањанац Борисав Станковић. Наиме драма „Коштана“ је драма са певањем, а њени најзанимљивији делови обилују песмом (сцена Миткета и Коштане). Музика је веома живописна и весела. Треба издвојити посебну игру која се игра у овим крајевима под називом чочек. Наравно најпознатији је врањски чочек. Сем ове игре постоји веома пуно песама, најчешће са љубавним и трагичним садржајем. Неке од ових песма су нашле своје место и у Мокрањчевим „Руковетима“.
Врањске песме су певали многи, од Василије Радојчић до Светлане Ражнатовић, а само се на њима прославио Врањанац Станиша Стошић. Сем ових мелодија, трубачки оркестри су специфичност Врања. У самом граду (нарочито у Горњој чаршији) и оближњем селу Павловац постоји на десетине трубачких оркестара. Неколико њих освајало је бројне награде на Сабору трубача у Гучи. Најпознатији међу њима је био оркестар Бакије Бакића. Данас оркестар Ненада Младеновића наставља традицију Бакијиног оркестра. Милан Младеновић, трубач из оркестра, освојио је прву трубу на Сабору трубача у Гучи 2007. године, а сам оркестар је проглашен најбољим.

### Врањски обичаји и веровања
Врањски обичаји и веровања су везани за обичаје градског и сеоског становништва у период пре и после ослобођења Врањског краја од Отоманског царства. Већина тих обичаја се временом мењала и губила, а неки од њих су се сачували и до данас. Практиковали су се код свих слојева друштва, вероисповести и етничке припадности.
Постојали су обичаји о рођењу, свадбени обичаји, како код градског тако и код сеоског становништва врањског краја. Код сеоског становништва јављала се и појава снохочења, која је до Другог светског рата у потпуности била искорењена. Постојао је низ обичаја приликом смрти неке особе, као и низ обичаја приликом сахране и годишњице смрти. Доста обичаја је било и приликом празника као што су Ђурђевдан, крсна слава и Божић. Постојао је и обичај по имену прочка, који је карактеристичан за јужну Србију и данашњу Северну Македонију, а исто тако и за бугарски народ.
За проучавање обичаја врањског краја врло су битни Јован Хаџи-Васиљевић и Борисав Станковић. Радови Јована Хаџи-Васиљевића, који су засновани на теренским истраживања, су незаобилазан извор приликом проучавања Срба од ослобођења, па све до балканских ратова. Садржина књижевног дела Борисава Станковића, у многим етнографским и фолклористичким радовима идентификује се као неоспорена Врањска традиција тј. реалан опис живота и обичаја у Врању. Сања Златановић, истраживач сарадник Етнографског института САНУ, сматра да дела Борисава Станковића играју кључну улогу у томе како Врањанци конструишу свој идентитет. Она наводи: „Међутим, оно што се у Бориним делима представља уметничку транспозицију стварности доживљава се као права старина.“

### Храна и пиће
Има веома добрих специјалитета, као и у целој српској кухињи. Међутим, као типично врањско јело, поменућемо самсу - празну питу, преливену киселим млеком уз додатак белог лука.
Сем самсе, као типично врањско јело, можемо поменути и пропећ - неку врсту хлеба са сиром и јајима.
Жупска клима омогућава узгој добрих сорти грожђа, а самим тим и добрих вина.

## Туризам
Туристичка организација града Врања основана је као градска јавна установа 1995. године са циљем да унапреди и промовише локални туризам.
- Казанђол - Изузетан кањон који сече Градска река у стени између планина Пљачковице и Крстиловице, у њему има неколико великох вирова (казана) и на десетине слапова. Терен је обележен од стране извиђача и прилагођен је за излете.
- Пржар
- Ћошка
- Александровачко језеро
- Девотин
- Борино брдо
- Добре воде

### Кафане и хотели
У периоду између два рата Врање је било живо трговачко место.
У граду је смештен хотел Ројал Путник, реконструисан 2025.
Врањске кафане гостионице и хотели, сведочиле су о великим променама у друштву. То се види и из самих назива тадашњих кафана: „Америка”, „Бојовићева кафана”,„Бујковац”,„Власина”,„Крушевац”,„Париз”,„Цариград”,„Шарени хан”, „Жикина кафана”; и хотела: „Врање”, „Европа”, „Призрен”, „Пролеће”, „Солун” и гостионица: „Синђелић”, „Русија”,„Касина”. Кафане су, према уредби о сузбијању заразних болести, морале да се крече и дезинфикују једанпут у шест месеци, а свако преноћиште да има исправну вентилацију. Као омиљено место Врањанаца, често су имале ниже цене вина и ракије него радње. Кафане су биле место окупљања, провода, славља али и културе, приређиване су позоришне представе и пројекције филмова. У старом Врању кафане су за многе биле друга кућа, које су редовно посећивали и историјски знамените личности попут Боре Станковића.

### Познати Врањанци
- Бора Станковић
- Риста Цветковић (+1878), национални радник
- Борисав Станковић (1876—1927), књижевник, песник, драматург
- Јустин Поповић (1894—1979), архимандрит, филозоф, један од највећих теолога православља
- Јован Хаџи-Васиљевић (1866—1946), историчар, етнограф, књижевник
- Риста Т. Николић (1877—1917), оснивач Српског географског друштва, један од најбољих ученика Јована Цвијића
- Хаџи Тодор Димитријевић (1889—1977), лингвиста и публициста
- Ђорђе Тасић (1892—1943), доктор права, декан Правног факултета у Београду, жртва Бањичког логора
- Оливера Верица Ђорђевић (1922—1942), учесница НОБ-а
- Сима Погачаревић (1908—1941), народни херој
- Милан Влајинац (1877—1964) професор универзитета, агроном, члан српске делегације на Мировној конференцији у Версају
- Драгомир Ђорђевић (1953—1999)
- Јован Стефановић Курсула (1900—1968), оперски певач
- Бакија Бакић (1923—1989), трубач, неколико година прва труба Сабора трубача у Гучи
- Радослав Радивојевић (1943—2009), редитељ, глумац, писац и управник Позоришта „Бора Станковић“ (1972—2009).
- Вера Ценић (1930—2020), књижевник и научни радник, њени романи говоре о Голом отоку и животу после њега.
- Мирослав Цера Михаиловић (1955—), књижевник,
- Сунчица Денић (1956—), књижевник, редовни професор Универзитета,
- Благоје Савић, песник и есејиста
- Ненад Трајковић, песник, есејиста, преводилац, књижевни критичар и адвокат
- Југ Радивојевић, позоришни редитељ,
- Ана Радивојевић, редитељ и глумица,
- Станиша Стошић (1945—2008), певач изворних врањских песама
- Пера Стојановић — Туман, новинар, глумац, легенда врањског хумора
- Љубиша Опачић (1968—2008), гитариста бенда Бајага и инструктори
- Димитрије Јовчић (1889—1973), први српски дечји хирург, академик САНУ, први управник дечје хируршке клинике у УДК Тиршова 10,
- Драгослав Ражнатовић (1941), кошаркашки репрезентативац Југославије учесник ЛОИ 1964. и 1968.
- Ивица Јелић (1952), одбојкашки репрезентативац Југославије учесник ЛОИ 1980.
- Срба Станковић (1954), професионални боксер, 4 пута био првак Југославије, 2 пута освојио првенство Балкана и 2. место на Светском првенству у Минхену
- Аца М. Станојевић (1952), најстарији живи новинар из Врања, објавио девет књига и три збирке песама°

### Личности које су неко време живеле и радиле у Врању
- Радоје Домановић, књижевник, професор врањске гимназије
- Јаша Продановић, политичар, професор врањске гимназије
- Филип Филиповић, политичар, оснивач КПЈ, изабран за посланика Народне скупштине Краљевине СХС за Врањски округ
- Пајсије, митрополит скопски, неко време викарни епископ врањски, помагао народу у овим крајевима одмах по ослобођењу од Турака 1878, по њему име носи Владичин Хан
- Фрања Копша (доктор)
- Платон Бањалучки, као дечак похађао школу у Врању, где му је отац службовао
- Александар Давинић, новинар, сатиричар, рекордер у дужини вођења програма, директор, главни и одговорни уредник Нове Слободне речи

## Партнерски градови
- Лепосавић, Србија[24]
- Нови Пазар, Србија[25]
- Цетиње, Црна Гора[26][27]
- Куманово, Северна Македонија[26]
- Требиње, Република Српска[26]
- Велење, Словенија[28]
- Нови Сонч, Пољска[29]
- Кавала, Грчка[26]
- Волос, Грчка[26]
- Трикала, Грчка[26]
- Грац, Аустрија[26]
- Леверкузен, Немачка[26]
- Улм, Немачка[26]
- Помилијано д' Арко, Италија[30]
- Пардубице, Чешка[30]
- Брјуховецко, Русија[31]

## Галерија
- Некадашња зграда Гимназије са почетка 20-тог века, из Завичајног одељења Библиотеке у Врању
- Некадашњи изглед зграде Начелства, из Завичајног одељења Библиотеке у Врању
- Некадашњи изглед Карађорђеве улице са почетка 20-тог века, из Завичајног одељења Библиотеке у Врању
- Некадашњи изглед Саборне цркве са почетка 20-тог века, из Завичајног одељења Библиотеке у Врању
- Црква светог Николе
- Споменик Бори Станковићу у Градском парку
- Двориште куће Боре Станковића
- Мапа града из 1975. године - мозаик на Тргу Републике
- Пашин конак - Зграда Народног музеја
- Стари амам
- Врање ноћу
- Градски парк
- Нова пошта у центру Врања